# Federal Hall National Memorial
Federal Hall National Memorial (dawn. Federal Hall, United States Custom House) – budynek położony w dystrykcie finansowym Manhattanu, dzielnicy Nowego Jorku. Pierwotnie zbudowany jako drugi Ratusz Nowego Jorku. W latach 1785–1788 używany jako siedziba Kongresu Konfederackiego oraz w latach 1789–1790 używany jako pierwsze miejsce pracy Kongresu Stanów Zjednoczonych. Również w tym budynku odbyła się inauguracja prezydentury George'a Washingtona.

## Historia

### Ratusz Nowego Jorku
Oryginalna konstrukcja została wykonana w latach 1699–1703 na Wall Street. W 1735 roku odbył się proces Johna Petera Zengera, amerykańskiego dziennikarza przed Sądem Najwyższym Nowego Jorku w budynku Ratusza Miejskiego. Został on oskarżony o publikację oszczerstwa na temat brytyjskiego gubernatora Williama Cosby’ego. Jego uniewinnienie było czystym ustanowieniem wolności prasy, które zostało później zdefiniowane w Karcie Praw Stanów Zjednoczonych.

### Pierwsza siedzibaKongresu Stanów Zjednoczonych
Kongres Stanów Zjednoczonych pierwszy raz spotkał się tu 4 marca 1789 roku, aby ustanowić nowy rząd federalny. Pierwszą rzeczą było policzenie głosów elektorów, wskutek czego George Washington został wybrany na Prezydenta USA, a 30 kwietnia 1789 na balkonie Federal Hall odbyła się inauguracja prezydentury.